# AM.RA Discos
AM.RA Discos é uma editora independente fundada por António Manuel Ribeiro em 1998 em Almada, Portugal. Lançou os álbuns de estúdio dos UHF a partir de 1998, bem como algumas coletâneas e álbuns ao vivo. São também edições da AM.RA Discos, o álbum de estreia dos Revolta Ninguém Manda em Ti de 2009.